# Hakob Tonoyani anvan Sowpergavat' 2010
La Hakob Tonoyani anvan Sowpergavat' 2010 è stata la tredicesima edizione della supercoppa armena di calcio.
Il P'yownik vincitore sia del campionato che della coppa venne sfidato dal Banants finalista perdente della coppa.
L'incontro, che si giocò il 24 settembre 2010, venne vinto dal P'yownik, al suo settimo titolo.

## Tabellino
| Arbitro: | Amirxanian |

|                              |           |  |
| Barseghian 47’ Hovsepian 76’ | Marcatori |  |